# Forn de Pa (Sant Ramon)
El Forn de Pa és un forn del poble de Gospí, al municipi de Sant Ramon (Segarra) inclòs a l'Inventari del Patrimoni Arquitectònic de Catalunya.

## Descripció
Es tracta d'un antic forn de pa comunal del nucli, situat a l'interior d'un local de Gospí, a la Plaça de l'Ajuntament.
Està format exteriorment per paredat i interiorment per carreus de pedra regulars i de mitjanes dimensions, amb una llinda exterior de grans dimensions i d'una sola peça. L'interior del forn està cobert amb volta amb carreus regulars col·locats acuradament per conseguir una òptima utilització del forn.